# Erco Ercoupe

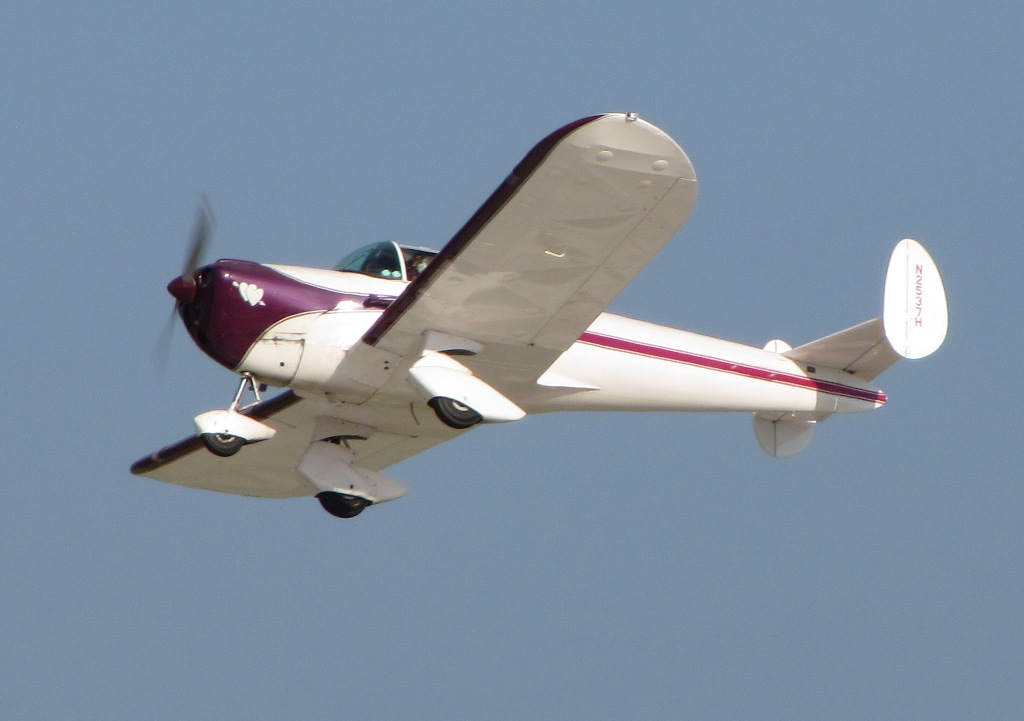
ERCO 415-C Ercoupe.

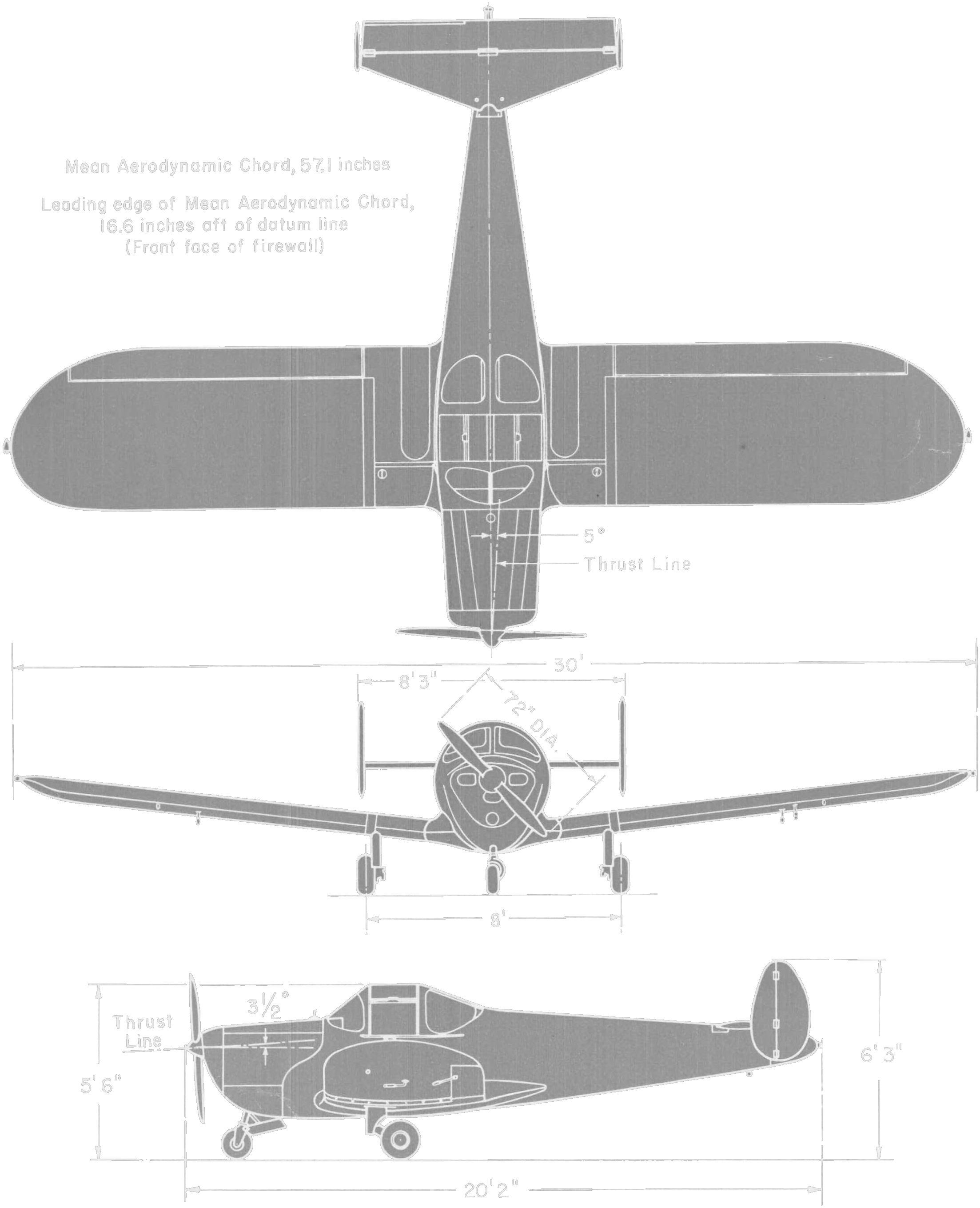
Ritning av ERCO 415-C Ercoupe.

ERCO Ercoupe är ett lågvingat enmotorigt propellerflygplan som tillverkades av Engineering and Research Corporation (ERCO). 
Panet ritades strax före andra världskriget, men slog igenom först 1945 då flera tusen exemplar såldes.
Unikt för flygplanet är avsaknaden av roderpedaler.
Noshjulet var kopplat till ratten, så man taxade som man kör bil. 
Det tillverkades i sammanlagt 5 685 exemplar.